# يانغ هي
يانغ هي (بالصينية: 杨贺) (22 مارس 1990 بداليان في الصين - ) هو لاعب كرة قدم صيني في مركز الهجوم. لعب مع نادي تشانغتشون ياتاي وChengdu Tiancheng F.C. ‏ وJiangxi Lushan F.C. ‏ وMeizhou Hakka F.C. ‏.

## وصلات خارجية
- يانغ هي على موقع قاعدة بيانات كرة القدم.إي يو (الإنجليزية)
- يانغ هي على موقع Soccerway.com (الإنجليزية)